# Julia Ewa Piotrowska
Julia Ewa Piotrowska (22 de junio de 2001) es una deportista polaca que compite en tiro, en la modalidad de rifle. Ganó dos medallas de plata en el Campeonato Europeo de Tiro, en las ediciones de Campeonato Europeo de Tiro en 10 m de 2024 (10 m) y Campeonato Europeo de Tiro de 2024.

## Palmarés internacional
| Campeonato Europeo | Campeonato Europeo | Campeonato Europeo | Campeonato Europeo      |
| Año                | Lugar              | Medalla            | Prueba                  |
| ------------------ | ------------------ | ------------------ | ----------------------- |
| 2024               | Győr (Hungría)     | Medalla de plata   | Rifle 10 m              |
| 2024               | Osijek (Croacia)   | Medalla de plata   | Rifle 3 posiciones 50 m |